# Sant Julià de Sentís
Sant Julià de Sentís és una església d'origen romànic del poble de Sentís, pertanyent a l'antic terme de Benés, de l'Alta Ribagorça, actualment dins del municipi de Sarroca de Bellera, del Pallars Jussà.
L'església de Sant Julià de Sentís sembla tenir els orígens en un monestir visigot dedicat a sant Tirs (d'on, segons alguns, vindria el topònim Sentís). La seva jurisdicció va oscil·lar entre Santa Maria de Lavaix, Sant Genís de Bellera i Castellgermà, on està documentat al segle xiv, dins de la baronia d'Erill.
Aquesta església està tan transformada que costa de reconèixer com a obra romànica, però molt vestigis permeten de creure que quan es faci una bona neteja dels elements afegits, es podran treure a la llum els elements romànics que deu servar. Un d'aquests vestigis permet de veure que l'absis fou suprimit, i l'entrada nova a l'església s'obrí en aquella obertura.
La parròquia de Sant Josep de Sentís pertany al bisbat de Lleida, pel fet d'haver pertangut, a l'edat mitjana, al bisbat de Roda de Ribagorça. Format part de la unitat pastoral 24 de l'arxiprestat de la Ribagorça, i és regida pel rector del Pont de Suert.